# Arthroleptella villiersi
Arthroleptella villiersi е вид жаба от семейство Pyxicephalidae. Видът не е застрашен от изчезване.

## Разпространение
Разпространен е в Южна Африка (Западен Кейп).